# Калаи-Муг
Калаи-Муг (тадж. Қалъаи Муғ — крепость мага, — домусульманский жрец) — замок (крепость) на горе Муг, расположенной  по левым берегам рек Кум и Зеравшан напротив устья реки Тахматсой, археологический памятник VII—VIII века в Таджикистане, в 3 км от села Хайрабад Айнинского района, примерно в 60 км к востоку от Пенджикента.
Строение было расположено на крутой горе на высоте 120 м от места впадения реки Кум в Зеравшан и представляло собой двор и двухэтажное здание из камня и кирпича размером 18,5×19,5 м. Внутри здания располагалось пять сводчатых помещений, соединённых сквозным проходом
В 1932 году пастух из таджикского селения Хайрабад нашёл в развалинах на горе корзину с фрагментами древних документов. Через некоторое время находка была доставлена в Ленинград известному востоковеду А. А. Фрейману, который установил, что документ содержит текст на согдийском языке.
Осенью 1933 года к месту находки была организована экспедиция под руководством А. А. Фреймана, которая обнаружила большой архив документов: 74 на согдийском языке, один на арабском, один на древнетюркском и несколько на китайском. Также было обнаружено множество предметов быта (шёлковые, хлопчатые, шерстяные ткани, кожаная обувь, деревянная утварь), оружие, монеты. Особенный интерес представляет деревянный обтянутый кожей щит с изображением согдийского воина. В послевоенное время раскопки продолжались под руководством А. Ю. Якубовского.
Документы, найденные в крепости — письма, хозяйственные записи, договоры — позволили установить, что в начале VIII в. н. э. замок являлся последним прибежищем согдийского правителя Пенджикента Деваштича, скрывавшегося там от арабских завоевателей. Замок упоминается в арабских источниках как замок Абгар (Абаргар).
Архив документов в настоящее время хранится в Институте восточных рукописей РАН, а материальные находки — в Эрмитаже.